# 망아장
망아장(忙牙長)은 사서가 아닌 소설 《삼국지연의》에 등장하는 가공의 인물이다. 남만왕 맹획의 부장으로 설정되었다. 제갈량의 남정 초반에 나와 절두대도(截頭大刀)와 표마(驃馬, 황부루)를 부리며 왕평과 겨룬다. 마지막엔 마대에게 죽는다.

## 묘사
제87회와 제88회에 출현한다. 제갈량의 남정에 맞선 세 개 동(洞)의 원수(元帥) 금환삼결, 동도나, 아회남이 패배하자 맹획이 직접 나선다. 왕평군과 조우하여 망아장이 그 상대를 자원한다. 누런 바탕에 흰 털이 섞인 말(표마, 황부루)을 타고 절두대도(截頭大刀)를 내두르며 왕평을 수 합 만에 격퇴하는데 실은 제갈량의 유인책이다. 맹획이 깊숙이 진격했다가 복병에 당해 궤멸되고 칠종칠금에서 처음으로 생포당한다. 맹획이 풀려난 후 제갈량과 재대결을 벌인다. 마대가 노수(瀘水)를 건너 협산곡(夾山谷)을 점거해 보급로를 끊는다. 망아장이 맹획의 명을 받고 3,000명으로 탈환을 시도하다가 단 1합에 고꾸라진다.

## 참고 문헌
- 나관중 원저, 모종강 개찬, 《삼국지연의》